# イライ・エルムキース
イライ・エリヤウ・エルムキース（Ilay Eliyau Elmkies、ヘブライ語: עילאי אליהו אלמקייס; 2000年3月10日- ）は、イスラエル・ナハリヤ出身のサッカー選手。TSG1899ホッフェンハイムII所属。ポジションはMF。イスラエル代表。

## 生い立ち
セファルディムの家系の下、イスラエルのナハリヤに生まれた。

## クラブ経歴
TSG1899ホッフェンハイムのユース出身で、2019年にリザーブチームに昇格した。
2020年9月18日、エールディヴィジのADOデン・ハーグに1シーズンの契約でレンタルされた。

## 代表経歴
エルムキースは2019年10月にEURO2020予選のオーストリア戦とラトビア戦を戦うイスラエル代表に初招集された。2019年10月15日のラトビア戦でA代表デビュー。76分、ディア・サバとの交代でのデビューだった。

## 代表ゴール
| 数 | 日付     | 会場                                       | 対戦相手   | 得点 | 結果 | 大会                   |
| -- | -------- | ------------------------------------------ | ---------- | ---- | ---- | ---------------------- |
| 1  | 2020/9/7 | イスラエル・ネタニヤ, ネタニヤ・スタジアム | スロバキア | 1-1  | 1-1  | UEFAネーションズリーグ |

## 人物
エルムキースはヘブライ語と英語流暢に話し、ドイツ語も短期間でマスターした。